# Metamenophra instigata
Metamenophra instigata är en fjärilsart som beskrevs av Louis Beethoven Prout 1929. Metamenophra instigata ingår i släktet Metamenophra och familjen mätare. Inga underarter finns listade i Catalogue of Life.